# Валькірія Террадура
Валькірія Террадура (9 січня 1924 , Губбіо, Умбрія  — 5 липня 2023 , Рим ) — італійська партизанка-антифашистка під час Другої світової війни. Нагороджена срібною медаллю «За бойову доблесть».

## Життєпис
Валькірія Террадура народився 9 січня 1924 року в муніципалітету Губбіо, провінції Перуджа. Будучи однією з п'яти дітей відданого антифашистського адвоката Густаво Террадури та його дружини Лаури, вона кілька разів була свідком переслідувань та ув'язнення свого батька протягом років своєї юності. Її зневажливе ставлення до фашистського режиму в Італії того часу призвело до неодноразових застережень у школі та викликів на допити у штабі поліції.

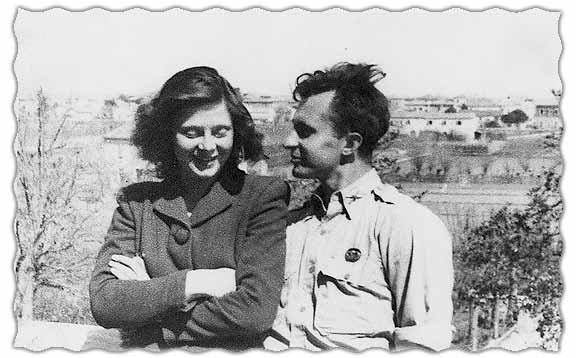
Валькірія Террадура з Альфонсо Тіле в 1945 році

Після школи Валькірія Террадура вивчала право в університеті Перуджі. У січні 1944 року, коли агенти OVRA увірвалися до будинку, щоб заарештувати її батька. 20-літній дівчині вдалося сховала його, і згодом вони разом втекли до Монті-дель-Бурано, щоб приєднатися до партизанських формувань Руху Опору в цій місцевості.
Вони приєдналися до бригад Гарібальді, що діяли в провінції Пезаро-е-Урбіно, зокрема до п'ятого батальйону під командуванням Самуеле Панічі. Її сестра Ліонелла Террадура пізніше також приєдналася до тієї ж групи. Єдина жінка в загоні з шести осіб, яка взяла ім'я Сеттебелло, Террадура була обрана керівником партизанського загону. Валькірія спеціалізувався на мінно-вибухових речовинах, виконуючи операції з руйнування мостів, щоб перешкодити пересуванням німецько-нацистських та італійсько-фашистських армій. Вона стала символом відданості жінок руху Опору під час другої світової війни. Проти неї було видано вісім різних ордерів на арешт, але її так і не затримали.
Під час війни Валькірія Террадура познайомилася зі своїм майбутнім чоловіком Альфонсо Тіле, капітаном Управління стратегічних служб. Вони одружилися після війни і недовгий час проживали в США. Після повернення до Італії вона залишалася активною в політиці та брала участь в діяльності організації ветеранів Національної асоціації італійських партизанів.
Валькірія Террадура померла 5 липня 2023 року на 100-му році життя. Її похорон відбувся на пагорбі Капітолію в Рим, через два дні.

## Визнання
Згідно з президентським указом від 26 червня 1970 року, у відзнаці Валькірії Террадури за військову доблесть зазначено:
Сильна і щедра жінка, незважаючи на свій молодий вік, вона приєдналася до партизанських формувань свого краю, привнесла до Руху Опору ентузіазм і впевненість. У ході багатомісячної боротьби брала участь у численних акціях проти добре озброєного супротивника, проявивши неперевершені навички мужності та ініціативи. Зумівши підірвати автомобільний міст своїм загоном, яким вона керувала, помітивши прибуття ворожого підрозділу, не помічаючи наступу великої кількості ворожих сил, з одним партизаном вона атакувала ворога ручними гранатами, завдавши значних втрат ворогові та змусивши їх тікати, покинувши транспортні засоби та зброю. Переконливий приклад рішучості, мужності та благородного патріотичного духу.— Марке, 4 жовтня 1943 − 27 серпня 1944